# 요금상계제도
요금상계제도(net metering)는 전기·전자 가정에서 전기를 생산하여 쓰고 난 후, 남은 태양 에너지를 시장 가격으로 전력 회사로부터 되돌려받는 것을 말한다.
자신의 전기 일부 또는 전부를 생산하는 소비자가 전기를 생산할 때가 아니라 언제든지 사용할 수 있도록 하는 전기 요금 청구 메커니즘이다. 이는 풍력 및 태양열과 같이 급전할 수 없는(저장 장치와 연결되지 않은 경우) 재생 가능 에너지원에서 특히 중요하다. 월간순검침은 낮에 생산한 태양광을 밤에 사용하거나, 바람이 많이 부는 날에는 바람을 이용하여 월말에 사용하는 방식이다. 연간 요금상계제도는 순 킬로와트시(kWh) 크레딧을 다음 달로 이월하여 7월에 생성된 태양광 발전을 12월에 사용하거나 3월부터 풍력을 8월에 사용할 수 있게 한다.
요금상계제도 정책은 국가나 지방에 따라 크게 다를 수 있다. 요금상계제도를 사용할 수 있는지 여부, 은행 크레딧을 보유할 수 있는지 여부 및 기간, 크레딧의 가치(소매/도매). 대부분의 요금상계제도는 kWh 크레딧의 월간 롤오버, 소액의 월 연결 요금, 매달 적자 지불(예: 일반 전기 요금) 및 잔여 크레딧의 연간 정산을 요구한다. 요금상계제도는 단일 양방향 미터를 사용하며 두 방향으로 흐르는 전류를 측정할 수 있다. 요금상계제도는 회계 절차로만 구현할 수 있으며 특별한 계량이나 사전 준비 또는 통지가 필요하지 않다.
요금상계제도는 재생 가능 에너지에 대한 민간 투자를 촉진하기 위해 고안된 활성화 정책이다.

## 같이 보기
- 자동 검침
- 수요 반응
- 스마트 그리드
- 무정전 전원 장치
- 가상 발전소